# Гелстром (телесеріал)
«Гелстром» (англ. Helstrom) — американський вебсеріал 2020 року, створений Полом Збишевскі для Hulu на основі персонажів Деймона і Сатани Геллстромів з коміксів видавництва Marvel. Розповідає самостійну історію в рамках кіновсесвіту Marvel. Проєкт розроблений ABC Signature і Marvel Television зі Збишевскі у ролі шоуранера.
Том Остін і Сідні Леммон зіграли Деймона та Ану Гелстромів відповідно, дітей могутнього серійного вбивці, що винищував найгірших представників людства. Елізабет Марвел, Роберт Віздом, Джун Керріл, Аріанна Ґерра та Ален Юай також присутні в акторському складі серіалу. Про замовлення «Гелстрому» на Hulu було оголошено у травні 2019 року і він був запланований як початок франшизи «Подорож у страх» від Marvel Television. Зйомки проходили у Ванкувері з жовтня 2019 року по березень 2020 року. Нагляд за серіалом був перенесений до Marvel Studios у грудні 2019 року, коли телекомпанія була зведена до цієї студії.
Реліз усіх десяти епізодів відбувся 16 жовтня 2020 року на Hulu. Загалом серіал був сприйнятий негативно через нецікавих героїв та сюжет, натомість візуальні ефекти називали вражаючими. 14 грудня того ж року серіал був закритий. Українською мовою «Гелстром» був озвучений творчою студією DniproFilm у співпраці з HDrezkaStudio.

## Синопсис
Серіал оповідає про Деймона (грає Том Остін) та Ану Гелстром (грає Сідні Леммон), як сина й дочку загадкового і могутнього серійного вбивці, Гелстрома, їхньою складною динамікою, поки вони відстежують найгірших з людства — кожен зі своїм ставленням і навичками.

## Актори та персонажі

### Головні герої
- Том Остін — Деймон Гелстром:

професор етики, що сподівається врятувати своїх близьких від демонів.
- Сідні Леммон — Ана Гелстром:

сестра Деймона, яка керує аукціонним будинком в якості прикриття для полювання на людей, які завдають шкоди іншим. Еріка Тремблей зіграла молоду версію Ани.
- Елізабет Марвел — Вікторія Гелстром:

мати Деймона та Ани, яка вже двадцять років перебуває в ізоляції від соціуму.
- Роберт Віздом — Наглядач:

вартовий окультизму, який бореться з демонами.
- Джун Керріл — Луїза Гастінгс:

керівник психіатричної лікарні, де знаходиться Вікторія.
- Аріанна Ґерра — Габріелла Росетті:

агент Ватикану, яка допомагає Деймону та Гастінгс.
- Ален Юай — Кріс Єн:

діловий партнер Ани та її сурогатний брат.

### Другорядні персонажі
- Деніел Кадмор — Кіт Спайві / Басар:

медбрат у психлікарні, де перебуває Вікторія Гелстром.
- Дебора ван Валкербьор — Естер Сміт:

лідер таємної організації Кров та координатор Наглядача.
- Девід Меньє — Фінн Міллер:

член Крові.
- Тревор Робертс — Джошуа Кроу / Ром:

священник, чиє покликання виганяти демонів.
- Гамза Фауд — Деррік Джексон:

офіцер поліції та хлопець Єна.

## Епізоди
| Номер | Назва                                                 | Режисер            | Сценарист               | Дата показу в США |
| ----- | ----------------------------------------------------- | ------------------ | ----------------------- | ----------------- |
| 1     | «Мамині маленькі помічники» «Mother's Little Helpers» | Дейна Рід          | Пол Збишевскі           | 16 жовтня 2020    |
| 2     | «В'ятикум» «Viaticum»                                 | Андерс Енґстром    | Блер Батлер             | 16 жовтня 2020    |
| 3     | «Той, хто йде геть» «The One Who Got Away»            | Майкл Оффер        | Маркус Делзін           | 16 жовтня 2020    |
| 4     | «Стримування» «Containment»                           | Аманда Ров         | Шейла Вілсон            | 16 жовтня 2020    |
| 5     | «Вірний ідеї» «Committed»                             | Джованка Вуковіч   | Ієн Собел і Метт Морган | 16 жовтня 2020    |
| 6     | «Левіафан» «Leviathan»                                | Санфорд Букстейвер | Аманда Сіґел            | 16 жовтня 2020    |
| 7     | «Шрами» «Scars»                                       | Білл Ро            | Марк Лайтнер            | 16 жовтня 2020    |
| 8     | «Знизу» «Underneath»                                  | Черрі Навлен       | Меггі Бендур            | 16 жовтня 2020    |
| 9     | «Начиння» «Vessels»                                   | Кевін Танчарон     | Метт Морган             | 16 жовтня 2020    |
| 10    | «Пекельний шторм» «Hell Storm»                        | Джим О'Генлон      | Пол Збишевскі           | 16 жовтня 2020    |

## Виробництво
1 травня 2019 року Hulu замовили мінісеріал «Гелстром» на основі персонажів Marvel Comics Деймона і Сатани Геллстромів, змінивши ім'я останньої на Ана. Пол Збишевскі, що у минулому працював виконавчим продюсером телесеріалу «Агенти Щ.И.Т.» від ABC, виступив шоуранером і виконавчим продюсером «Гелстрому», поряд з головою Marvel Television Джефом Лебом і Карімом Зрейком. Marvel Television та ABC Signature Studios зайнялись співвиробництвом проєкту. Збишевскі сказав, що він додасть «переляку» до Marvel'івської формули «сердечності, гумору й екшну» й історія про Гелстромів була використана для «препарування деяких з наших найбільш глибоких страхів». Натомість Леб заявив, що серіал продемонструє новий «охолоджуючий» куточок всесвіту Marve. Перший сезон складатиметься з 10 епізодів.
У грудні 2019 року Marvel Television були приєднані до Marvel Studios, тому деякий персонал перейшов у цей відділ, щоб завершити виробництво серіалу, серед яких був і Зрейк. У квітні 2020 року Marvel розірвали угоду з Полом Збишевскі, частково через пандемію коронавірусу, проте він все-таки продовжив роботу над постпродакшном. Ближче до липня серіал втратив офіційну назву Marvel's Helstrom, а Disney змінили її на просто Helstrom для того, щоб відмежувати бренд Marvel від вмісту, що базується на жанрі жахів, не бажаючи, аби глядачі «натрапляли на це, шукаючи щось у тоні» фільмів кіновсесвіту Marvel. Логотип Marvel не з'являється на початку жодного епізоду, на відміну від попередніх серіалів Marvel Television. Збишевскі називає це «способом сказати аудиторії, що це дещо інше».
14 грудня 2020 року Hulu закрили телесеріал, зробивши його останнім проєктом від Marvel Television, через його злиття з Marvel Studios.

### Кастинг
Marvel анонсували акторський склад серіалу зі стартом виробництва у жовтні 2019 року: Том Остін та Сідні Леммон зіграли Деймона й Ану Гелстром, Елізабет Марвел — їхню матір Вікторію, Роберт Віздом — Наглядач, Джун Керріл — доктора Луїзу Гастінгс, Аріанна Ґерра — Габріеллу Росетті, а Ален Юай — Кріса Єна. У листопаді Деніел Кадмор і Девід Меньє приєднались до касту у якості медбрата Кіта Спайві та Фінна Міллера відповідно.

### Зйомки
Фільмування розпочалося 7 жовтня 2019 року у Ванкувері під робочою назвою Omens (укр. Передвісники), а закінчилися 14 березня наступного року.

### Саундтрек
Композиторами серіалу виступили Денні Бенсі та Сандер Джурріанс.

### Зв'язок з кіновсесвітом Marvel
У травні 2019 року Hulu та Marvel анонсували серіали «Гелстром» та «Примарний гонщик», назвавши їх наріжним каменем Духу помсти та маючи намір забезпечити їх взаємозв'язок подібним чином до телесеріалів Marvel-Netflix. Marvel заявили, що обидва проєкти існуватимуть у рамках кіновсесвіту Marvel, але не будуть перетинатися з фільмами та іншими серіалами франшизи. У серпні Джеф Леб повідомив, що серіали Hulu, засновані на хоррор-тематиці, спільно називаються «Подорож у страх». Hulu відмовилися від виробництва «Примарного гонщика» до кінця вересня, але інші проєкти «Подорожі у страх» все ще планувались. Розробка будь-якого подальшого серіалу була скасована в грудні 2019 року, коли Marvel Television було ліквідовано.
Корпорація Roxxon, що фігурувала у фільмах кіновсесвіту, згадується у серіалі. Джош Белл із Comic Book Resources зазначив, що крім цих кількох згадок серіал «по суті не має зв'язку з фільмами кіновсесвіту Marvel» чи іншими проєктами Marvel Television. Щодо місця «Гелстрома» у КВМ, Збишевскі говорив, що серіал не дотичний до КВМ і є окремим проєктом, а різноманітні писанки були більше спрямовані на розвиток запланованої франшизи «Подорож у страх».

## Реліз
Вихід усіх десяти серій відбувся 16 жовтня 2020 року на платформі Hulu у рамках програмного блоку під назвою «Huluween» (від назви свята Хелловіну, англ. Halloween).

### Рекламна кампанія
Пол Збишевскі й акторський склад взяли участь у панелі серіалу на онлайн-конвенції Comic-Con@Home у липні 2020 року, на якій був продемонстрований перший тизер. Офіційний трейлер вийшов 23 вересня 2020 року. 9 жовтня на онлайн-панелі New York Comic Con були продемонстровані перші десять хвилин серіалу.
Бен Пірсон зі /Film заявив, що серіал «дуже схожий на те, що вийшло б в ефірі CW близько 2006 року, а це, на жаль, означає, що виглядає якось жахливо». Хоча критик відмітив хороший акторський склад «Гелстрома», він додав, що трейлер показує проєкт «надзвичайно дешевим» і «м'яким». Окрім того, він зазначив, що навряд чи є якісь вказівки, що це серіал від Marvel та порівняв його з фільмом «Нові мутанти» — обидва не виправдали очікувань, перший через розпущення Marvel Television, другий унаслідок придбання 20th Century Fox компанією Disney.

## Сприйняття
Агрегатор Rotten Tomatoes демонструє 27 % рейтингу схвалення на основі 26 відгуків. Середній рейтинг складає 4,97/10. Критичний консенсус сайту зазначає, що «сильні візуальні ефекти не змінюють факту того, що персонажі просто не надто цікаві, щоб подужати своє оточення». Metacritic має середньозважену оцінку в 40 балів зі 100 на основі 9 відгуків.
У своєму огляді Джош Белл із Comic Book Resources заявив, що «Гелстром» «здається, був завершений в основному з контрактних зобов'язань», називаючи його «нудною надприродною драмою з кількома іменами, що можуть здатися знайомими для прихильників коміксів». На його думку, серіал «мало що нагадує супергеройську історію, і крім випадкових лайки та трохи крові, це могла б бути надприродна драма про фотогенічних людей, які переслідують стандартні демони». Він похвалив Леммон у ролі Ани Гелстром, вважаючи її «більш харизматичною, ніж Деймон» і «найвидатнішим ЛГБТК-персонажем у будь-якому серіалі Marvel на сьогодні», але він був розчарований тим, що вона не стане повноцінною версією героїні з коміксів. Оскільки серіал повинен був стати частиною франшизи «Подорож у страх», Белл дійшов висновку, що «Гелстром» знаходиться «в неодушевленій середині, і, здається, це закінчиться лише як виноска в історії КВМ». Чарльз Пулліам-Мур у io9 сказав: «В іншому всесвіті фокус шоу на тіньовій магії та потворній сімейній драмі робить його одним із видатних [продуктів] Marvel, але тут серіалу ледве вдається навести вагомий аргумент на захист власного існування». Він додав, що ім'я Marvel ледь фігурувало в маркетингу серіалу, а зміст серіалу дав змогу вважати, що так і було задумано.